# 세자르 다 코스타 올리베이라
세자르 다 코스타 올리베이라(Cezar Da Costa Oliveira, 1973년 12월 9일 ~ )는 브라질의 축구 선수이다. 1999년과 2002년 사이 전남 드래곤즈에서 뛰었으며 2000년 대한민국 FA컵에서 득점왕과 MVP를 차지했다.